# Arnold Bideleux

a Compétitions nationales et continentales officielles uniquement.

Arnold Bideleux, né le 9 juillet 1869 à Clapham et mort le 16 janvier 1953 à Blackheath est un joueur anglais de rugby à XV évoluant au poste d'ailier qui est ensuite devenu dirigeant de l'Olympique de Marseille.

## Biographie
Arnold Bideleux évolue au poste d'ailier au Havre AC, au Racing club de France et à l'Olympique où il remporte le Championnat de France de rugby à XV en 1896, après avoir atteint la finale en 1895. En 1896, il dispute aussi le match contre l'Écosse avec l'équipe de l'U.S.F.S.A..
Après sa carrière rugbystique, il préside de 1902 à 1905 puis de 1908 à 1909, le club omnisports de l'Olympique de Marseille, après avoir été membre du Football Club de Marseille dont est issu l'OM. Il a également joué au football avec l'OM, remportant notamment le Championnat du Littoral de football de 1900 à 1905.

## Palmarès
- Champion de France de rugby en 1896 avec l'Olympique.
- Finaliste du Championnat de France de rugby en 1895 avec l'Olympique.
- Champion du Littoral de football en 1900, 1901, 1902, 1903, 1904 et 1905 avec l'Olympique de Marseille